# Gran (ö)
Gran är en ö och ett naturreservat, belägen utanför kusten mellan Sundsvall och Hudiksvall, i Nordanstigs kommun i Hälsingland.
Grans naturreservat omfattar en 63 ha stor isolerad ö, en dryg landmil ut från kusten. Här har funnits fyrplats sedan 1886. Fyren är  numera obemannad. På ön Gran finns även ett gammalt fiskeläge. De flesta av stugorna är omvandlade till fritidsbostäder.
Ön beräknas ha uppstått genom den successiva landhöjning som skett. Till stor del täcks ön av svallgrus och klapper. På delar av ön finns en del barrskog. Floran är relativt fattig. På ön finns en större koloni av tordmular. Kolonin är känd sedan 1600-talet. På grund av sitt läge har ön stor betydelse för rastande flyttfåglar och här häckar även labb, tobisgrissla och ejder.
Norra delen av ön Gran med utanförliggande grund och vatten är avsatt som sälskyddsområde. Här finns en av länets viktigaste uppehållsorter för gråsäl. Här är det tillträdesförbud under vår och sommar. Naturreservatet Gran omfattar i sin helhet 450 hektar och är skyddat seda 1988.